# 血管バイパス術
血管バイパス術（けっかんばいぱすじゅつ、英: vascular bypass）とは体の何らかの部位への血流の欠失、ないし不足に対し行われる術式である。一般的に患者自身の静脈が移植片として好まれるが、ダクロンやePTFE、他者の静脈なども広く用いられている。動脈自身の方向を変えてバイパスを形成することもある。外科医は移植片を縫合糸で対象の血管に縫合し、吻合を形成する。
一般的に本術式が適用される部位としては心臓(冠動脈大動脈バイパス移植術)や下肢が含まれ、下肢には閉塞性動脈硬化症への治療として適用される。

## 人工血管
合成材料を用いた移植片 (vascular graft) の材料としてはダクロンやePTFEが用いられている。これらの樹脂の線維で作られた編物、ないし織物を筒状に整形したものが移植片として用いられる。太い血管にはダクロン、細い (<8 mm) 血管にはePTFEが用いられる傾向がある。さらに細い (<6 mm) 血管に対する合成材料による移植片は、2013年現在、実用化されていない。